# 하쿠이군

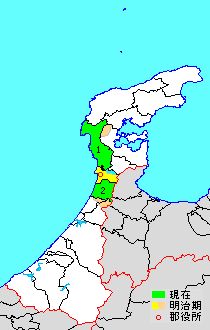
하쿠이군의 위치

하쿠이군(일본어: 羽咋郡, はくいぐん)은 일본 이시카와현의 군이다.
인구 27,640명, 면적 358.28km², 인구밀도 77.1명/km².(2025년 3월 1일, 추계인구)
이하 2정으로 구성된다.
- 시카정(志賀町)
- 호다쓰시미즈정(宝達志水町)

## 군역
1878년 행정 구역으로 발족 당시의 군역은 위의 2정 외에 아래의 구역에 해당한다.
- 하쿠이시의 대부분
- 나나오시의 일부
- 가호쿠시의 일부
- 가호쿠군 쓰바타정의 일부

## 역사
원래는 에치젠국의 군이었지만 718년 5월 2일에 노토군, 후게시군, 스즈군과 함께 분립해 노토국이 되었다.
- 1889년 4월 1일 - 정촌제 시행으로, 아래의 정촌이 발족.(2정 38촌)

- 하쿠이정(羽咋町): 현 하쿠이시
- 다카하마정(高浜町): 현 시카정
- 미나미오미촌(南大海村): 현 가호쿠시
- 기타오미촌(北大海村): 현 호다쓰시미즈정
- 가아이다니촌(河合谷村):  현 가호쿠군 쓰바타정
- 기타쇼촌(北荘村): 현 호다쓰시미즈정
- 나카쇼촌(中荘村): 현 호다쓰시미즈정
- 스에모리촌(末森村): 현 호다쓰시미즈정
- 가시와자키촌(柏崎村): 현 호다쓰시미즈정
- 아와노호촌(粟ノ保村): 현 하쿠이시
- 히카와촌(樋川村): 현 호다쓰시미즈정
- 시오촌(志雄村): 현 호다쓰시미즈정
- 미나미시오촌(南志雄村): 현 호다쓰시미즈정
- 기타시오촌(北志雄村): 현 호다쓰시미즈정
- 도미나가촌(富永村): 현 하쿠이시
- 미나미오치촌(南邑知村): 현 호다쓰시미즈정
- 기타오치촌(北邑知村): 현 하쿠이시
- 나카오치촌(中邑知村): 현 하쿠이시
- 와카베촌(若部村): 현 하쿠이시
- 이치노미야촌(一ノ宮村): 현 하쿠이시
- 고시지노촌(越路野村): 현 하쿠이시
- 가미아마다촌(上甘田村): 현 하쿠이시
- 나카아마다촌(中甘田村): 현 시카정
- 시모아마다촌(下甘田村): 현 하쿠이시, 시카정
- 시카우라촌(志加浦村): 현 시카정
- 호리마쓰촌(堀松村): 현 시카정
- 가모촌(加茂村): 현 시카정
- 히가시쓰치다촌(東土田村): 현 시카정
- 니시쓰치다촌(西土田村): 현 시카정
- 가미쿠마노촌(上熊野村): 현 시카정
- 구마노촌(熊野村): 현 시카정
- 도기촌(富来村): 현 시카정
- 히에즈쿠리촌(稗造村): 현 시카정
- 나타우치촌(釶打村): 현 나나오시
- 히가시마스호촌(東増穂村): 현 시카정
- 니시마스호촌(西増穂村): 현 시카정
- 사이카이촌(西海村): 현 시카정
- 니시우라촌(西浦村): 현 시카정
- 지리하마촌(塵浜村): 현 하쿠이시
- 후쿠라촌(福浦村): 현 시카정

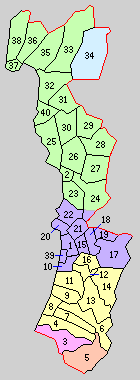
1.하쿠이정 2.다카하마정 3.미나미오미촌 4.기타오미촌 5.가아이다니촌 6.기타쇼촌 7.나카쇼촌 8.스에모리촌 9.가시와자키촌 10.아와노호촌 11.히카와촌 12.시오촌 13.미나미시오촌 14.기타시오촌 15.도미나가촌 16.미나미오치촌 17.기타오치촌 18.나카오치촌 19.와카베촌 20.이치노미야촌 21.고시지노촌 22.가미아마다촌 23.나카아마다촌 24.시모아마다촌 25.시카우라촌 26.호리마쓰촌 27.가모촌 28.히가시쓰치다촌 29.니시쓰치다촌 30.가미쿠마노촌 31.구마노촌 32.도기촌 33.히에즈쿠리촌 34.나타우치촌 35.히가시마스호촌 36.니시마스호촌 37.사이카이촌 38.니시우라촌 39.지리하마촌 40.후쿠라촌
(보라:하쿠이시 분홍:가호쿠시 하늘색:나나오시 녹색:시카정 노랑:호다쓰시미즈정 등색:가호쿠군 쓰바타정)

- 1919년 9월 1일 - 도기촌이 정제 시행으로 도기정(富来町)이 됨.(3정 37촌)
- 1927년 9월 1일 - 지리하마촌(塵浜村)이 개칭하여 지리하마촌(千里浜村)이 됨.
- 1933년
  - 5월 1일 - 히카와촌·시오촌·미나미시오촌·기타시오촌·미나미오치촌이 합병하여, 새로이 시오촌이 발족.(3정 33촌)
  - 5월 15일 - 기타오치촌·나카오치촌·와카베촌이 합병하여, 오치촌이 발족.(3정 31촌)
- 1936년 2월 1일 - 시오촌이 정제 시행으로 시오정(志雄町)이 됨.(4정 30촌)
- 1940년
  - 2월 11일 - 오치촌이 정제 시행으로 오치정(邑知町)이 됨.(5정 29촌)
  - 11월 3일 - 히가시쓰치다촌·니시쓰치다촌이 합병하여, 쓰치다촌(土田村)이 발족.(5정 28촌)
- 1948년 4월 1일 - 나타우치촌의 소속이 가시마군으로 변경.(5정 27촌)
- 1954년
  - 5월 16일 - 가아이다니촌이 가호쿠군 쓰바타정에 편입.(5정 26촌)
  - 7월 15일 - 미나미오미촌이 가호쿠군 다카마쓰정과 합병하여, 새로이 가호쿠군 다카마쓰정이 발족.(5정 25촌)
  - 10월 1일 - 시카우라촌·호리마쓰촌·가모촌·가미쿠마노촌·쓰치다촌이 합병하여, 시카정(志賀町)이 발족.(6정 20촌)
  - 11월 3일(7정 2촌)
    - 하쿠이정·도미나가촌·아와노호촌·이치노미야촌·고시지노촌·가미아마다촌·지리하마촌 및 시모아마다촌의 일부가 합병하여, 새로이 하쿠이정이 발족.
    - 도기정·구마노촌·히에즈쿠리촌·히가시마스호촌·니시마스호촌·사이카이촌·니시우라촌·후쿠라촌이 합병하여, 새로이 도기정이 발족.
    - 가시와자키촌·스에모리촌·나카쇼촌·기타쇼촌·기타오미촌이 합병하여, 오시미즈정(押水町)이 발족.
- 1955년
  - 4월 1일 - 시모아마다촌이 시카정에 편입.(7정 1촌)
  - 4월 28일 - 다카하마정·나카아마다촌이 합병하여, 새로이 다카하마정이 발족.(7정)
  - 10월 1일 - 오시미즈정의 일부가 시오정에 편입.
- 1956년 9월 30일 - 하쿠이정·오치정이 가시마군 요키촌·가시마지촌과 합병하여, 새로이 하쿠이정이 발족.(6정)
- 1958년 7월 1일 - 하쿠이정이 시제 시행으로 하쿠이시(羽咋市)가 발족, 군에서 이탈.(5정)
- 1970년 11월 1일 - 다카하마정·시카정이 합병하여, 새로이 시카정이 발족.(4정)
- 2005년
  - 3월 1일 - 오시미즈정·시오정이 합병하여, 호다쓰시미즈정(宝達志水町)이 발족.(3정)
  - 9월 1일 - 시카정·도기정이 합병하여, 새로이 시카정이 발족.(2정)